# Senago
Senago is een gemeente in de Italiaanse metropolitane stad Milaan (regio Lombardije) en telt 19.689 inwoners (31-12-2004). De oppervlakte bedraagt 8,6 km², de bevolkingsdichtheid is 2364 inwoners per km².

## Demografie
Senago telt ongeveer 7919 huishoudens. Het aantal inwoners steeg in de periode 1991-2001 met 3,8% volgens cijfers uit de tienjaarlijkse volkstellingen van ISTAT.
| Jaar | Inwoneraantal |
| ---- | ------------- |
| 1991 | 18.203        |
| 2001 | 18.899        |

## Geografie
Senago grenst aan de volgende gemeenten: Limbiate, Cesate, Paderno Dugnano, Garbagnate Milanese, Bollate.